# 황샤오밍
황샤오밍(중국어 간체자: 黃晓明, 정체자: 黃曉明, 병음: Huang Xiaoming 황샤오밍[*], 황효명, 1977년 11월 13일 ~ )은 중화인민공화국의 배우이자 가수이다.
베이징 영화 학원을 졸업하고 2001년 작 TV드라마 대한천자(zh)의 전한 무제역으로 데뷔하였다. 이후 속편인 대한천자 2(2004년), 3(2005년)에서도 무제 역을 계속 맡아 연기하였다.

## 주요 출연작

### 영화
- 야연(zh, 2006) - 인순(殷準) 역
- 콜 포 러브 2(en, 愛情呼叫轉移2：愛情左右 또는 爱情左灯右行, 2008) - 교통경찰관 역
- 바람의 소리(zh, 2009) - 다케다(武田) 역
- 건국대업(zh, 2009) - 리인자오(李銀橋) 역
- 스나이퍼(zh, 2009) - 링징(凌靖) 역
- 엽문 2(2010) - 황량(黃樑) 역
- 조씨고아(zh, 2010) - 한쥬에(韓厥) 역
- 당백호점추향 2: 사대재자(zh, 2010) - 탕보후(唐伯虎) 역
- 용봉점(zh, 2010) - 탕보후 역
- 화벽(2011)
- 어메이징(神奇, 2011)
- 일장풍화설월적사(一场风花雪月的事, 2012)
- 봉신연의: 영웅의 귀환(封神传奇, 2016)
- 이스케이프 플랜 2: 하데스(Escape Plan 2: Hades, 2018)
- 무문서동(无问西东, 2018)
- 열화영웅(The Bravest, 2019)

### 드라마
- 대한천자 시리즈(2001, 2004, 2005) - 전한 무제 역
- 신조협려(2006) - 양궈(楊過) 역
- 녹정기(zh, 2008) - 웨이샤오바오(韋小寶) 역
- 암향 (2009) - 정원 역
- 정충악비(zh, 2012) - 악비 역